# Pyrrhogyra nautaca
Pyrrhogyra nautaca är en fjärilsart som beskrevs av Hans Fruhstorfer 1908. Pyrrhogyra nautaca ingår i släktet Pyrrhogyra och familjen praktfjärilar. Inga underarter finns listade.